# 412 (szám)
A 412 (római számmal: CDXII) egy természetes szám.

## A szám a matematikában
A tízes számrendszerbeli 412-es a kettes számrendszerben 110011100, a nyolcas számrendszerben 634, a tizenhatos számrendszerben 19C alakban írható fel.
A 412 páros szám, összetett szám, kanonikus alakban a 22 · 1031 szorzattal, normálalakban a 4,12 · 102 szorzattal írható fel. Hat osztója van a természetes számok halmazán, ezek növekvő sorrendben: 1, 2, 4, 103, 206 és 412.
Előállítható 12 egymást követő prímszám összegeként: 13 + 17 + 19 + 23 + 29 + 31 + 37 + 41 + 43 + 47 + 53 + 59 = 412
A 412 négyzete 169 744, köbe 69 934 528, négyzetgyöke 20,29778, köbgyöke 7,44102, reciproka 0,0024272. A 412 egység sugarú kör kerülete 2588,67235 egység, területe 533 266,50339 területegység; a 412 egység sugarú gömb térfogata 292 941 065,9 térfogategység.